# Cyrtolabulus exiguus
Cyrtolabulus exiguus är en stekelart som först beskrevs av Henri Saussure 1852.  Cyrtolabulus exiguus ingår i släktet Cyrtolabulus och familjen Eumenidae. Inga underarter finns listade i Catalogue of Life.